# Ferien-Effekt
Als Ferien-Effekt (im weiteren Sinn) – auch „Ferienloch“ genannt – bezeichnet man in der Bildungsforschung die Auswirkungen der unterrichtsfreien Zeit auf die Entwicklung der Kompetenzen von Schülern, die originär durch Schule vermittelt werden. Von Interesse ist dabei vor allem die Frage, ob sich unterschiedliche Auswirkungen des Ferieneffekts auf spezifische Untergruppen in der Schülerschaft (z. B. gegliedert nach Sozialschichtzugehörigkeit, Bildungshintergrund der Eltern, mit/ohne Migrationshintergrund oder besuchter Schulform usw.) nachweisen lassen. Man spricht dann entsprechend von einem schichtspezifischen, milieuspezifischen, migrationsspezifischen usw. Ferieneffekt (im engeren Sinne). 
Die US-amerikanischen Bildungsforscher Alexander und Entwisle haben mit ihrer „Beginning School Study (BSS)“ gezeigt, dass der Lernzuwachs in Lesen und Mathematik während der Schulzeit in allen sozialen Schichten annähernd gleich ist, in den Sommerferien hingegen deutliche schichtspezifische Unterschiede aufweist: Während bei Kindern aus höheren sozialen Schichten auch in den Sommerferien Lernzuwächse – wenn auch nicht so stark ausgeprägt wie in der Schulzeit – zu verzeichnen sind, ist für Kinder aus unteren sozialen Schichten im Lesen eine Stagnation, in Mathematik sogar ein Verlust messbar. Dieser „Ferien-Effekt“ (im engeren Sinn) macht die hohe Bedeutung des familiären und sozialen Milieus für den Lern- und Bildungserfolg von Kindern deutlich, da sich die „Schere der Kompetenzentwicklung“ offensichtlich vor allem in Zeiten öffnet, in denen der Einfluss von Schule minimal, hingegen der Einfluss des sozialen Umfelds maximal ist. 
In deutschen Nachuntersuchungen ergibt sich ein widersprüchliches Bild: Während Untersuchungen des Max-Planck-Instituts für Bildungsforschung im Grundschulbereich für keine der Gruppen überhaupt ein „Sommerloch“ in der Leistungsentwicklung feststellen konnten, kommt das Projekt „Schichtspezifisches Lernen außerhalb von Unterricht (SCHLAU)“ an der Universität Siegen im Sekundarbereich zu differenzierteren Ergebnissen.